# Caloplaca digitaurea
Caloplaca digitaurea es una especie de liquen de la familia Teloschistaceae, hallada por primera vez en Chile en el 2011.

## Descripción
Tiene un talo fruticuloso compuesto en su mayoría de lóbulos similares a un isidio ramificados moderadamente, dispersos entre musgos y cianobacterias, que forman "cojines" de hasta 2 milímetros de alto, mientras que los lóbulos verticales tienen hasta 1500 micrómetros de alto y de 60 a 100 micrómetros de ancho. Tienen un color amarillo anaranjado a uno naranja vivo y cuentan con una superficie apagada e irregular.